# Henny Lindorff Buckhøj
Henny Lindorff Buckhøj, född 29 april 1902 i Esbjerg, Danmark, död 18 december 1979, var en dansk skådespelare.

## Filmografi (urval)
- 1952 – För min heta ungdoms skull
- 1958 – Guld och gröna skogar
- 1962 – Den kära familjen